# Lijst van Duitse ministers van Buitenlandse Zaken

## Rijksministers van Buitenlandse Zaken van deWeimarrepubliek(1919–1933)
| Nr.   | Rijksminister van Buitenlandse Zaken Reichsaußenminister | Rijksminister van Buitenlandse Zaken Reichsaußenminister | Rijksminister van Buitenlandse Zaken Reichsaußenminister | Ambtstermijn     | Ambtstermijn     | Partij(en)                   | Rijks- kanselier(s)               | Kabinet(ten) |
| ----- | -------------------------------------------------------- | -------------------------------------------------------- | -------------------------------------------------------- | ---------------- | ---------------- | ---------------------------- | --------------------------------- | ------------ |
| 1     |                                                          | Gustav Bauer                                             | Ulrich von Brockdorff- Rantzau (1869–1928)               | 13 februari 1919 | 20 juni 1919     | O                            | Philipp Scheidemann (1919)        | Scheidemann  |
| 2     |                                                          | Hermann Müller                                           | Hermann Müller (1876–1931)                               | 20 juni 1919     | 27 maart 1920    | SPD                          | Gustav Bauer (1919–1920)          | Bauer        |
| 3     |                                                          | Adolf Köster                                             | Adolf Köster (1883–1930)                                 | 27 maart 1920    | 20 juni 1920     | SPD                          | Hermann Müller (1920)             | Müller I     |
| 4     |                                                          | Walter Simons                                            | Walter Simons (1861–1937)                                | 25 juni 1920     | 4 mei 1921       | O                            | Constantin Fehrenbach (1920–1921) | Fehrenbach   |
| [ 1 ] |                                                          | Joseph Wirth                                             | Joseph Wirth (1879–1956)                                 | 10 mei 1921      | 21 mei 1921      | DZ                           | Joseph Wirth (1921–1922)          | Wirth I      |
| 5     |                                                          | Friedrich Rosen                                          | Friedrich Rosen (1856–1935)                              | 21 mei 1921      | 22 oktober 1921  | O                            | Joseph Wirth (1921–1922)          | Wirth I      |
| [ 1 ] |                                                          | Joseph Wirth                                             | Joseph Wirth (1879–1956)                                 | 26 oktober 1921  | 1 februari 1922  | DZ                           | Joseph Wirth (1921–1922)          | Wirth II     |
| 6     |                                                          | Walther Rathenau                                         | Walther Rathenau (1867–1922)                             | 1 februari 1922  | 24 juni 1922     | DDP                          | Joseph Wirth (1921–1922)          | Wirth II     |
| [ 1 ] |                                                          | Joseph Wirth                                             | Joseph Wirth (1879–1956)                                 | 24 juni 1922     | 14 november 1922 | DZ                           | Joseph Wirth (1921–1922)          | Wirth II     |
| 7     |                                                          | Hans von Rosenberg                                       | Hans von Rosenberg (1879–1956)                           | 22 november 1922 | 13 augustus 1923 | O                            | Wilhelm Cuno (1922–1923)          | Cuno         |
| 8     |                                                          | Gustav Stresemann                                        | Gustav Stresemann (1878–1929)                            | 13 augustus 1923 | 3 oktober 1929   | DVP                          | Gustav Stresemann (1923)          | Stresemann I |
| 8     | Stresemann II                                            | Gustav Stresemann                                        | Gustav Stresemann (1878–1929)                            | 13 augustus 1923 | 3 oktober 1929   | DVP                          | Gustav Stresemann (1923)          |              |
| 8     | Wilhelm Marx (1923–1925)                                 | Gustav Stresemann                                        | Gustav Stresemann (1878–1929)                            | 13 augustus 1923 | 3 oktober 1929   | DVP                          | Marx I                            |              |
| 8     | Wilhelm Marx (1923–1925)                                 | Gustav Stresemann                                        | Gustav Stresemann (1878–1929)                            | 13 augustus 1923 | 3 oktober 1929   | DVP                          | Marx II                           |              |
| 8     | Hans Luther (1925–1926)                                  | Gustav Stresemann                                        | Gustav Stresemann (1878–1929)                            | 13 augustus 1923 | 3 oktober 1929   | DVP                          | Luther I                          |              |
| 8     | Hans Luther (1925–1926)                                  | Gustav Stresemann                                        | Gustav Stresemann (1878–1929)                            | 13 augustus 1923 | 3 oktober 1929   | DVP                          | Luther II                         |              |
| 8     | Wilhelm Marx (1926–1928)                                 | Gustav Stresemann                                        | Gustav Stresemann (1878–1929)                            | 13 augustus 1923 | 3 oktober 1929   | DVP                          | Marx III                          |              |
| 8     | Wilhelm Marx (1926–1928)                                 | Gustav Stresemann                                        | Gustav Stresemann (1878–1929)                            | 13 augustus 1923 | 3 oktober 1929   | DVP                          | Marx IV                           |              |
| 8     | DVP                                                      | Gustav Stresemann                                        | Gustav Stresemann (1878–1929)                            | 13 augustus 1923 | 3 oktober 1929   | Hermann Müller (1928–1930)   | Müller II                         |              |
| 9     |                                                          | Julius Curtius                                           | Julius Curtius (1877–1948)                               | 3 oktober 1929   | 10 oktober 1931  | Hermann Müller (1928–1930)   | Müller II                         | DVP          |
| 9     | DVP                                                      | Julius Curtius                                           | Julius Curtius (1877–1948)                               | 3 oktober 1929   | 10 oktober 1931  | Heinrich Brüning (1930–1932) | Brüning I                         |              |
| 10    |                                                          | Heinrich Brüning                                         | Heinrich Brüning (1885–1970)                             | 10 oktober 1931  | 1 juni 1932      | Heinrich Brüning (1930–1932) | DZ                                | Brüning II   |
| 11    |                                                          | Konstantin von Neurath                                   | Freiherr Konstantin von Neurath (1873–1956)              | 1 juni 1932      | 30 januari 1933  | O                            | Franz von Papen (1932)            | Papen        |
| 11    | Kurt von Schleicher (1932–1933)                          | Konstantin von Neurath                                   | Freiherr Konstantin von Neurath (1873–1956)              | 1 juni 1932      | 30 januari 1933  | O                            | Schleicher                        |              |

## Rijksministers van Buitenlandse Zaken vanNazi-Duitsland(1933–1945)
| Nr. | Rijksminister van Buitenlandse Zaken Reichsaußenminister | Rijksminister van Buitenlandse Zaken Reichsaußenminister | Rijksminister van Buitenlandse Zaken Reichsaußenminister     | Ambtstermijn                               | Ambtstermijn    | Partij(en)  | Rijks- kanselier(s)                      | Kabinet(ten) |
| --- | -------------------------------------------------------- | -------------------------------------------------------- | ------------------------------------------------------------ | ------------------------------------------ | --------------- | ----------- | ---------------------------------------- | ------------ |
| 1   |                                                          | Konstantin von Neurath                                   | SS–Gruppenführer Freiherr Konstantin von Neurath (1873–1956) | 30 januari 1933                            | 4 februari 1938 | O (1933–37) | Adolf Hitler (1933–1945)                 | Hitler       |
| 1   | NSDAP (1937–38)                                          | Konstantin von Neurath                                   | SS–Gruppenführer Freiherr Konstantin von Neurath (1873–1956) | 30 januari 1933                            | 4 februari 1938 |             | Adolf Hitler (1933–1945)                 | Hitler       |
| 2   |                                                          | Joachim von Ribbentrop                                   | SS– Obergruppenführer Joachim von Ribbentrop (1893–1946)     | 4 februari 1938                            | 30 april 1945   | NSDAP       | Adolf Hitler (1933–1945)                 | Hitler       |
| 3   |                                                          | Arthur Seyss-Inquart                                     | SS– Obergruppenführer Arthur Seyss-Inquart (1892–1946)       | 30 april 1945                              | 7 mei 1945      | NSDAP       | Joseph Goebbels (1945)                   | Goebbels     |
| 3   | Lutz Schwerin von Krosigk (1945)                         | Arthur Seyss-Inquart                                     | SS– Obergruppenführer Arthur Seyss-Inquart (1892–1946)       | 30 april 1945                              | 7 mei 1945      | NSDAP       | Schwerin von Krosigk (Flensburgregering) |              |
| 4   | Lutz Schwerin von Krosigk (1945)                         |                                                          | Lutz Schwerin von Krosigk                                    | Graf Lutz Schwerin von Krosigk (1887–1977) | 7 mei 1945      | 23 mei 1945 | Schwerin von Krosigk (Flensburgregering) | NSDAP        |

## Ministers van Buitenlandse Zaken deDuitse Democratische Republiek(1949–1990)
| Ministers voor Buitenlandse Aangelegenheden | Ministers voor Buitenlandse Aangelegenheden | Ministers voor Buitenlandse Aangelegenheden | Ministers voor Buitenlandse Aangelegenheden | Ministers voor Buitenlandse Aangelegenheden |
| Nr                                          | Naam                                        | Ambtsaanvaarding                            | Einde ambstermijn                           | Partij                                      |
| ------------------------------------------- | ------------------------------------------- | ------------------------------------------- | ------------------------------------------- | ------------------------------------------- |
| 1                                           | Georg Dertinger                             | 1949                                        | 1953                                        | CDU                                         |
| 2                                           | Anton Ackermann                             | 1953                                        | 1953                                        | SED                                         |
| 3                                           | Lothar Bolz                                 | 1953                                        | 1965                                        | NDPD                                        |
| 4                                           | Otto Winzer                                 | 1965                                        | 1975                                        | SED                                         |
| 5                                           | Oskar Fischer                               | 1975                                        | 1990                                        | SED                                         |
| 6                                           | Markus Meckel                               | 1990                                        | 1990                                        | SPD der DDR                                 |
| 7                                           | Lothar de Maizière                          | 1990                                        | 1990                                        | CDU                                         |

## Bondsministers van Buitenlandse Zaken van deBondsrepubliek Duitsland(1949–heden)
| Nr.  | Bondsminister van Buitenlandse Zaken Bundesminister des Auswärtigen | Bondsminister van Buitenlandse Zaken Bundesminister des Auswärtigen | Bondsminister van Buitenlandse Zaken Bundesminister des Auswärtigen | Ambtstermijn      | Ambtstermijn      | Partij(en) | Bonds- kanselier(s)              | Kabinet(ten) |
| ---- | ------------------------------------------------------------------- | ------------------------------------------------------------------- | ------------------------------------------------------------------- | ----------------- | ----------------- | ---------- | -------------------------------- | ------------ |
| 1    |                                                                     | Konrad Adenauer                                                     | Konrad Adenauer (1876–1967)                                         | 15 maart 1951     | 6 juni 1955       | CDU        | Konrad Adenauer (1951–1963)      | Adenauer I   |
| 1    | Adenauer II                                                         | Konrad Adenauer                                                     | Konrad Adenauer (1876–1967)                                         | 15 maart 1951     | 6 juni 1955       | CDU        | Konrad Adenauer (1951–1963)      |              |
| 2    | .                                                                   | Heinrich von Brentano                                               | Heinrich von Brentano (1904–1964)                                   | 6 juni 1955       | 30 oktober 1961   | CDU        | Konrad Adenauer (1951–1963)      |              |
| 2    | Adenauer III                                                        | Heinrich von Brentano                                               | Heinrich von Brentano (1904–1964)                                   | 6 juni 1955       | 30 oktober 1961   | CDU        | Konrad Adenauer (1951–1963)      |              |
| 3    | .                                                                   | Gerhard Schröder                                                    | Gerhard Schröder (1910–1989)                                        | 30 oktober 1961   | 1 december 1966   | CDU        | Konrad Adenauer (1951–1963)      |              |
| 3    | Adenauer IV                                                         | Gerhard Schröder                                                    | Gerhard Schröder (1910–1989)                                        | 30 oktober 1961   | 1 december 1966   | CDU        | Konrad Adenauer (1951–1963)      |              |
| 3    | Adenauer V                                                          | Gerhard Schröder                                                    | Gerhard Schröder (1910–1989)                                        | 30 oktober 1961   | 1 december 1966   | CDU        | Konrad Adenauer (1951–1963)      |              |
| 3    | Ludwig Erhard (1963–1966)                                           | Gerhard Schröder                                                    | Gerhard Schröder (1910–1989)                                        | 30 oktober 1961   | 1 december 1966   | CDU        | Erhard I                         |              |
| 3    | Ludwig Erhard (1963–1966)                                           | Gerhard Schröder                                                    | Gerhard Schröder (1910–1989)                                        | 30 oktober 1961   | 1 december 1966   | CDU        | Erhard II                        |              |
| 4    |                                                                     | Willy Brandt                                                        | Willy Brandt (1913–1992)                                            | 1 december 1966   | 22 oktober 1969   | SPD        | Kurt Georg Kiesinger (1966–1969) | Kiesinger    |
| 5    |                                                                     | Walter Scheel                                                       | Walter Scheel (1919–2016)                                           | 22 oktober 1969   | 16 mei 1974       | FDP        | Willy Brandt (1969–1974)         | Brandt I     |
| 5    | Brandt II                                                           | Walter Scheel                                                       | Walter Scheel (1919–2016)                                           | 22 oktober 1969   | 16 mei 1974       | FDP        | Willy Brandt (1969–1974)         |              |
| 5    | Walter Scheel (1974)                                                | Walter Scheel                                                       | Walter Scheel (1919–2016)                                           | 22 oktober 1969   | 16 mei 1974       | FDP        |                                  |              |
| 6    |                                                                     | Hans-Dietrich Genscher                                              | Hans-Dietrich Genscher (1927–2016)                                  | 16 mei 1974       | 17 september 1982 | FDP        | Helmut Schmidt (1974–1982)       | Schmidt I    |
| 6    | Schmidt II                                                          | Hans-Dietrich Genscher                                              | Hans-Dietrich Genscher (1927–2016)                                  | 16 mei 1974       | 17 september 1982 | FDP        | Helmut Schmidt (1974–1982)       |              |
| 6    | Schmidt III                                                         | Hans-Dietrich Genscher                                              | Hans-Dietrich Genscher (1927–2016)                                  | 16 mei 1974       | 17 september 1982 | FDP        | Helmut Schmidt (1974–1982)       |              |
| 7    |                                                                     | Helmut Schmidt                                                      | Helmut Schmidt (1918–2015)                                          | 17 september 1982 | 1 oktober 1982    | SPD        | Helmut Schmidt (1974–1982)       |              |
| (6)  |                                                                     | Hans-Dietrich Genscher                                              | Hans-Dietrich Genscher (1927–2016)                                  | 1 oktober 1982    | 18 mei 1992       | FDP        | Helmut Kohl (1982–1998)          | Kohl I       |
| (6)  | Kohl II                                                             | Hans-Dietrich Genscher                                              | Hans-Dietrich Genscher (1927–2016)                                  | 1 oktober 1982    | 18 mei 1992       | FDP        | Helmut Kohl (1982–1998)          |              |
| (6)  | Kohl III                                                            | Hans-Dietrich Genscher                                              | Hans-Dietrich Genscher (1927–2016)                                  | 1 oktober 1982    | 18 mei 1992       | FDP        | Helmut Kohl (1982–1998)          |              |
| (6)  | Kohl IV                                                             | Hans-Dietrich Genscher                                              | Hans-Dietrich Genscher (1927–2016)                                  | 1 oktober 1982    | 18 mei 1992       | FDP        | Helmut Kohl (1982–1998)          |              |
| 8    |                                                                     | Klaus Kinkel                                                        | Klaus Kinkel (1936–2019)                                            | 18 mei 1992       | 27 oktober 1998   | FDP        | Helmut Kohl (1982–1998)          |              |
| 8    | Kohl V                                                              | Klaus Kinkel                                                        | Klaus Kinkel (1936–2019)                                            | 18 mei 1992       | 27 oktober 1998   | FDP        | Helmut Kohl (1982–1998)          |              |
| 9    |                                                                     | Joschka Fischer                                                     | Joschka Fischer (1948)                                              | 27 oktober 1998   | 22 november 2005  | B'90/DG    | Gerhard Schröder (1998–2005)     | Schröder I   |
| 9    | Schröder II                                                         | Joschka Fischer                                                     | Joschka Fischer (1948)                                              | 27 oktober 1998   | 22 november 2005  | B'90/DG    | Gerhard Schröder (1998–2005)     |              |
| 10   |                                                                     | Frank-Walter Steinmeier                                             | Frank-Walter Steinmeier (1956)                                      | 22 november 2005  | 28 oktober 2009   | SPD        | Angela Merkel (2005–2021)        | Merkel I     |
| 11   |                                                                     | Guido Westerwelle                                                   | Guido Westerwelle (1961–2016)                                       | 28 oktober 2009   | 17 december 2013  | FDP        | Angela Merkel (2005–2021)        | Merkel II    |
| (10) |                                                                     | Frank-Walter Steinmeier                                             | Frank-Walter Steinmeier (1956)                                      | 17 december 2013  | 27 januari 2017   | SPD        | Angela Merkel (2005–2021)        | Merkel III   |
| 12   |                                                                     | Sigmar Gabriel                                                      | Sigmar Gabriel (1959)                                               | 27 januari 2017   | 14 maart 2018     | SPD        | Angela Merkel (2005–2021)        | Merkel III   |
| 13   |                                                                     | Heiko Maas                                                          | Heiko Maas (1966)                                                   | 14 maart 2018     | 8 december 2021   | SPD        | Angela Merkel (2005–2021)        | Merkel IV    |
| 14   |                                                                     | Annalena Baerbock                                                   | Annalena Baerbock (1980)                                            | 8 december 2021   | 6 mei 2025        | B'90/DG    | Olaf Scholz (2021–2025)          | Scholz       |
| 15   |                                                                     | Johann Wadephul                                                     | Johann Wadephul (1963)                                              | 6 mei 2025        | heden             | CDU        | Friedrich Merz (2025–heden)      | Merz         |